# 平成2年梅雨前線豪雨
平成2年梅雨前線豪雨（へいせい2ねんばいうぜんせんごうう）は、1990年6月から7月にかけて、梅雨前線の影響で発生した豪雨である。

## 概要
1990年の梅雨は、梅雨入り・梅雨明けは一部を除いてほぼ平年並みであり、期間全体で見れば、降水量は九州・東北地方で多かったほかは、平年の70％程度で、関東甲信では50％と少なかったが、九州・東北地方を中心にしばしば大雨が発生した。
6月27日には、北陸地方から東北地方南部にあった前線上を低気圧が東進したため、山形県遊佐町鳥海山で日降水量392mmとなったほか、山形・秋田・宮城の各県で日降水量100～200mmとなり、浸水などの被害が発生した。
6月28日から7月3日にかけては、前線が停滞した九州地方で大雨となった。特に7月2日には、阿蘇乙姫（熊本県阿蘇町）で日降水量448mmを観測したほか、熊本県と佐賀県、長崎県の一部で日降水量が300mmを超えた。このため、土砂崩れや浸水などにより大きな被害となった。

## 被害
九州を中心に大きな被害を受けた。一連の豪雨により、全国で死者32人・109人の人的被害が出たほか、建物等被害は全壊219棟・半壊290棟・床上浸水10,186棟・床下浸水39,419棟となった。